# Ruta Estatal de Nevada 659
La Ruta Estatal de Nevada 659, y abreviada SR 659 (en inglés: Nevada State Route 659) es una carretera estatal estadounidense ubicada en el estado de Nevada. La carretera inicia en el Sur desde la  US 395     en Reno hacia el Norte en la  US 395     en Sparks. La carretera tiene una longitud de 37 km (22.978 mi).

## Mantenimiento
Al igual que las autopistas interestatales, y las rutas federales y el resto de carreteras estatales, la Ruta Estatal de Nevada 659 es administrada y mantenida por el Departamento de Transporte de Nevada por sus siglas en inglés Nevada DOT.

## Cruces
La Ruta Estatal de Nevada 659 es atravesada principalmente por la  I 80     en Reno
 SR 445     en Sparks
 I 80     en Sparks.